# فوم لیک
فوم لیک (به انگلیسی: Foam Lake) یک منطقهٔ مسکونی در کانادا است که در ساسکاچوان واقع شده‌است. فوم لیک ۶٫۰۶ کیلومتر مربع مساحت و ۱٬۱۴۸ نفر جمعیت دارد.